# Epidendrum schumannianum
Epidendrum schumannianum Schltr., 1911, è una pianta della famiglia delle Orchidacee endemica della Costa Rica.

## Descrizione
È un'orchidea di medie dimensioni che cresce epifita sugli alberi della foresta tropicale montana. E. schumannianum presenta steli cilindrici, eretti, avvolti da guaine fogliari verrucose i quali portano foglie amplessicauli, sottili ma coriacee, conduplicate, di forma ellittico-lanceolata.
La fioritura avviene normalmente dall'inverno all'inizio della primavera, mediante un'infiorescenza terminale, racemosa, eretta, recante una decina di fiori. Questi sono grandi da 2 a 3 centimetri, sono gradevolmente profumati, hanno lunga durata, con petali e sepali ovato ellittici, di colore giallo maculati di rosso porpora; il labello è lungo, bilobato, bianco che sfuma nel rosa carico.

## Distribuzione e habitat
La specie è un endemismo della Costa Rica.
Cresce epifita sugli alberi della foresta pluviale tropicale, da 250 a 1000 metri sul livello del mare.

## Coltivazione
Questa pianta ha necessità di esposizione a mezz'ombra, con temperature calde tutto l'anno, in particolare all'epoca della fioritura, quando sono necessarie irrigazioni.